# Sumner (Oklahoma)
Pour les articles homonymes, voir Sumner.
Sumner est une census-designated place du comté de Noble, dans l'État d'Oklahoma, aux États-Unis. En 2020, elle compte une population de 35 habitants.